# Malika Favre
Malika Favre (1 de diciembre de 1982) es una ilustradora y diseñadora gráfica francesa afincada en Barcelona.
Entre sus obras más destacadas se encuentran el abecedario del Kamasutra para la editorial Penguin Books y las portadas realizadas de la revista estadounidense New Yorker.

## Biografía
Malika Favre nació el 1 de diciembre de 1982 en la Región de Isla de Francia, Francia. Su madre que era pintora le trasladó su afición al dibujo, la pintura y el diseño. Después de terminar su educación secundaria y sin tener claro si podría vivir del arte, asistió durante algunos meses a una escuela preparatoria de ciencias para estudiar Ingeniería cuántica. Pero poco tiempo después, cambió de idea e ingresó en la École nationale supérieure des arts appliqués et des métiers d'art, de París, conocida como Olivier de Serres, donde se graduó. En 2004, continuó su formación en Londres, donde se estableció y estudió en  el Surrey Institute of Art & Design, University College en Farnham.
Tras terminar sus años de formación, en 2006, Favre entró a trabajar en el estudio de diseño londinense Airside, donde realizó encargos para numerosas revistas y clientes de gran relieve, como Wallpaper y The Sunday Times. En 2011, abandonó Airside para establecerse como ilustradora independiente.
En 2020, después de vivir catorce años en Londres y poco antes del inicio de la pandemia del Covid-19, fijó su residencia en la ciudad de Barcelona.

## Estilo
El conjunto de su obra se ha enmarcado en el ámbito de los movimientos artísticos del Pop Art y el Op-art. En sus diseños ha desarrollado un estilo muy característico, en las que destacan el minimalismo de estructuras simples combinado con patrones geométricos y con la utilización de  contraposiciones de colores positivos y negativos, en el que suelen aparecer diseños elegantes, especialmente de cuerpos y rostros de mujer, con mucho glamour, casi perfectas y con gran clase.

## Obra
Ha trabajado para diversas publicaciones como Vogue, The New Yorker, New York Times, Washington Post o Vanity Fair y como ilustradora para editoriales como Penguin Books. En 2015, realizó el diseño de los elementos gráficos de los premios BAFTA, que otorga la Academia Británica de las Artes Cinematográficas y de la Televisión y en 2017, realizó el cartel del Festival de Jazz de Montreux. También ha colaborado en campañas publicitarias para marcas como Sephora, Marie Claire o Arrels.
En España, colaboró en 2014 en una campaña de promoción de "Turismo de Canarias", titulada "On the draw" (sobre el dibujo), en la que diferentes artistas mostraban su visión de cada una de las islas del archipiélago y en la que a Favre ílustró la isla de Fuerteventura.
En 2021, elaboró el cartel de las fiestas de la Mercè de Barcelona de ese año, con el que logró el aplauso del público. 